# Jean-Baptiste Lepère
Jean-Baptiste Lepère (Paris, 1 de dezembro de 1761 — Paris, 16 de julho de 1844) foi um arquiteto francês. Foi um antigo acompanhante de Napoleão Bonaparte e sogro do arquiteto Jakob Ignaz Hittorff.